# Club de Ajedrez Reverté Minerals
El Club de Ajedrez Reverté Minerals, conocido popularmente como Reverté por motivos de patrocinio, es un club de ajedrez con sedes en Almería y Albox (España). Fue fundado en 1999, entre José Reverté Vidal, Blas Díaz Bonillo y Juan Martínez Sola. El objetivo era sostener económicamente al equipo de ajedrez de Albox y relanzar el ajedrez en toda la provincia de Almería por su carácter educativo. En 2006, se creó otra sede en el IES Alborán, en Almería capital. En 2015, el club de ajedrez pasó a llamarse Club de Ajedrez Reverté Minerals en lugar de Club de Ajedrez Reverté Albox, debido a su expansión a otras ciudades de la provincia de Almería.

## Palmarés

### Competiciones por equipos
- 1 vez: Campeón de Almería de 2.ª División 2009
- 4 veces: Campeón de Almería 1998, 1999, 2011 y 2012
- 4 veces: Campeón de Andalucía 1999, 2000, 2007 y 2008
- 1 vez: Campeón de España de Segunda División 2000
- 1 vez: Campeón de España de Primera División 2003.
- Varias veces subcampeón de España y tercero de España en División de Honor.
- 1 vez: CAMPEÓN DE ESPAÑA DE DIVISIÓN DE HONOR 2005
- Participación en la Copa de Europa (Grecia 2002), siendo subcampeón ex aequo de la UE

### Reconocimientos y otros premios
- Recibe el escudo de la ciudad de Albox (Albox 1999)
- Premio al Deporte de la Cadena COPE (Vera 1999)
- Premio al Deporte de la Cadena SER (Cuevas del Almanzora 2000)

## Palmarés y jugadores notables
| Año  | Ámbito        | Competición                                            | Lugar             | Puesto                         | Jugadores |
| ---- | ------------- | ------------------------------------------------------ | ----------------- | ------------------------------ | --- |
| 2014 | España        | Campeonato de España por Equipos. Segunda División     | Linares           | 17.º                           | Francisco Galindo, Javier Ortiz, José Juan Rubio Tapia, Daniel Pastor, Manuel Capel, José María Pérez Beltrán                                                                |
| 2013 | Almería       | Campeonato de Almería por Equipos. División de Honor   | Almería           | Campeón                        | Francisco Galindo Rodríguez, Daniel Pastor, Javier Ortiz, Miguel Álvarez, José Juan Rubio Tapia, Roberto Lázaro, Juan Martínez Sola, José María Pérez Beltrán, Manuel Capel. |
| 2013 | España        | Campeonato de España por Equipos. Segunda División     | Ciudad Real       | 5.º                            | José Carlos Ibarra Jérez, Manuel Rivas Pastor, Francisco Galindo, José Juan Rubio Tapia                                                                                      |
| 2012 | España        | Campeonato de España por Equipos. División de Honor    | León              | 3.º                            | Mikheil Mchdlishvili, Aleksandr Shimanov, Sergey Ivanov, Aleksey Goganov, José Carlos Ibarra Jerez, José Juan Rubio Tapia                                                    |
| 2011 | España        | Campeonato de España por Equipos. División de Honor    | Melilla           | 4.º                            | Alekséi Dréyev, Mikhel Mchedlishvili, Michal Krasenkow, Manuel Rivas Pastor, José Carlos Ibarra Jerez, Bogdan Lalic, Francisco Galindo Rodríguez, José Juan Rubio Tapia      |
| 2010 | España        | Campeonato de España por Equipos. División de Honor    | Sestao            | 3.º                            | Alekséi Dréyev, Michal Krasenkow, Maxim Matlakov, Manuel Rivas Pastor, Enrique Rodríguez Guerrero, José Carlos Ibarra Jerez                                                  |
| 2009 | España        | Campeonato de España por Equipos. División de Honor    | Montcada i Reixac | Permanencia                    | Vladímir Malájov, Alekséi Dréyev, Maxim Matlakov, Manuel Rivas Pastor, Enrique Rodríguez Guerrero, José Carlos Ibarra Jerez, Francisco Galindo, José Juan Rubio Tapia        |
| 2008 | España        | Campeonato de España por Equipos. División de Honor    | Motril            | Permanencia                    | Alekséi Dréyev, Sergéi Movsesian, Michal Krasenkow, Zbynek Hracek, Manuel Rivas Pastor, José Carlos Ibarra Jerez, Irisberto Herrera                                          |
| 2007 | Andalucía     | Campeonato de Andalucía por Equipos. División de Honor | -                 | Campeón                        | - |
| 2007 | España        | Campeonato de España por Equipos. División de Honor    | Calviá            | -                              | - |
| 2006 | Andalucía     | Campeonato de Andalucía por Equipos. División de Honor | -                 | Campeón                        | - |
| 2006 | España        | Campeonato de España por Equipos. División de Honor    | Lugo              | -                              | - |
| 2005 | España        | Campeonato de España por Equipos. División de Honor    | Mérida            | Campeón                        | Alekséi Dréyev, Vladímir Malájov, Sergéi Movsesian, Lluis Comas Fabrego, Gabriel del Río, Mauricio Vassallo                                                                  |
| 2004 | España        | Campeonato de España por Equipos. División de Honor    | Sangenjo          | -                              | - |
| 2003 | España        | Campeonato de España por Equipos. Primera División     | Sangenjo          | Campeón                        | - |
| 2002 | España        | Campeonato de España por Equipos. División de Honor    | Mondariz          | Descenso                       | - |
| 2002 | Unión Europea | Campeonato de Europa por Equipos                       | Grecia            | Subcampeón de la Unión Europea | Mihai Suba, Horacio Saldaño, Alfonso Romero Holmes, Gabriel del Río, Boris Zlotnik, José María Hernando Rodrigo                                                              |
| 2001 | España        | Campeonato de España por Equipos. División de Honor    | Cala Galdana      | Subcampeón                     | - |
| 2000 | España        | Campeonato de España por Equipos. Primera División     | Barcelona         | 3.º                            | - |
| 2000 | Andalucía     | Campeonato de Andalucía por Equipos. División de Honor | -                 | Campeón                        | - |
| 1999 | España        | Campeonato de España por Equipos. Segunda División     | Cala Galdana      | Campeón                        | - |
| 1999 | Andalucía     | Campeonato de Andalucía por Equipos. División de Honor | -                 | Campeón                        | - |

## Actividades
Históricamente, el Club de Ajedrez Reverté Minerals ha organizado diversas actividades como torneos internacionales de ajedrez (entre los que destacan el "Villa de Albox" y el "Ciudad de Almería"), y torneos escolares para promocionar el ajedrez (principalmente el "Festival Escolar Reverté").
Desde 2014, organiza el Festival Internacional de Ajedrez Juan Martínez Sola, celebrado en Almería.